# Xã Peach Bottom, Quận York, Pennsylvania
Xã Peach Bottom (tiếng Anh: Peach Bottom Township) là một xã thuộc quận York, tiểu bang Pennsylvania, Hoa Kỳ. Năm 2010, dân số của xã này là 4.813 người.